# Rio Msunduzi
Rio Msunduzi é um rio da África do Sul.